# Justitia (1777)
Lo HDMS Justitia è stato un vascello da 74 cannoni in servizio tra il 1780 e il 1807 nella Reale Marina dei Regni di Danimarca e Norvegia, e tra il 1807 e il 1814 nella Royal Navy britannica.

## Storia

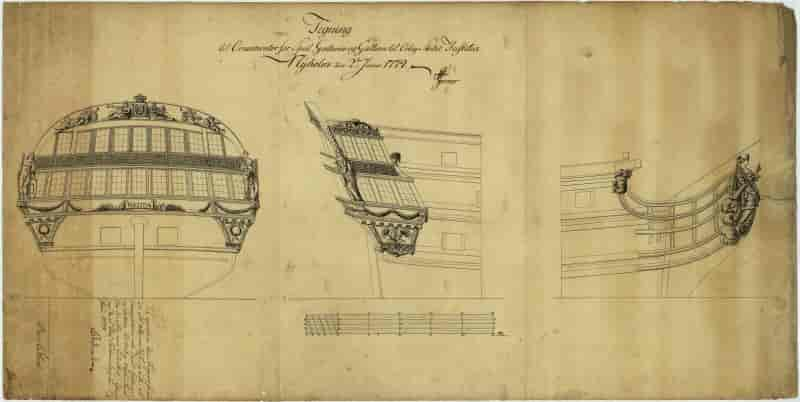
Illustrazione del vascello Justitia progettato da Henrik Gerner.

Seconda unità della Classe Prindsesse Sophia Frederica, il vascello da 74 cannoni Justitia, progettato dall'ingegnere navale Henrik Gerner, venne impostato presso il cantiere navale di Copenheghen l'8 giugno 1776,  varato il 2 settembre 1777, entrò in servizio attivo nella Kongelige danske marine nel 1780. Il vascello prestò sempre servizio coma nave ammiraglia della flotta danese di stanza in Patria, e tra il 1881 e il 1882 fu nave di bandiera del viceammiraglio Carl Friderich de Fontenay. Suoi capitani furono Hans Georg Krog (1780), Hans Schiønnebøl (1781), Johan Peter Wleugel (1782),  Anton Friderich Lützow (1789), e Svend Martin Ursin (1800). mentre nel 1786 secondo in comando Lorentz Henrik Fisker.
Nel 1788 il commodoro Just Bille avanzò la proposta di effettuare dei test a bordo dello Justitia del nuovo cannone da 36 libbre, che vennero effettuati tra il giugno e il luglio dello stesso anno alla presenza dell'ufficiale osservatore Poul de Løvenørn.
Nel 1788 lo Justitia, al comando del kaptain Peder Janus Bording, partecipò con la squadra navale danese schierata a fianco di quella russa del viceammiraglio Martin von Dessen, alle operazioni navali nel corso della guerra russo-svedese (1788-1790). Nel mese si agosto lo Justitia, insieme al vascello Lovisa Augusta e alla fregata Møen, prese parte a una missione nel Mare del Nord al termine della quale eseguì nuove prove di artiglieria.
Il vascello non venne coinvolto nella prima battaglia di Copenaghen (2 aprile 1801) contro la Royal Navy inglese, mentre partecipò attivamente alla seconda (8 agosto 1807), al termine della quale fu catturata dai britannici.
Arrivata a Portsmouth il 5 dicembre dello stesso anno, l'unità fu immessa in servizio come HMS Justitia e posta in posizione di riserva con un armamento di 6 carronate da 18 libbre. Il "Principal Officers and Commissioners of His Majesty's Navy" offrì lo HMS Justitia per la vendita nel luglio 1814,  ma rimase invenduta. Nel febbraio 1817 l'unità venne utilizzata per gli esperimenti sull'utilizzo delle capriate diagonali disegnate da Robert Seddings, e venne demolita il mese successivo a Portsmouth.

### Fonti
1. ↑  Colledge, Warlow 2006, p. 181.
2. 1 2  Tree Decks.
3. 1 2  Tree Decks.
4. 1 2  Lyon, Winfield 2004, p. 47.
5. ↑  Topsøe-Jensen 1935, Vol.1, p. 391.
6. ↑  Topsøe-Jensen 1935, Vol.2, p. 53.
7. ↑  Topsøe-Jensen 1935, Vol.2, p. 455.
8. ↑  Topsøe-Jensen 1935, Vol.2, p. 723.
9. ↑  Topsøe-Jensen 1935, Vol.2, p. 149.
10. ↑  Topsøe-Jensen 1935, Vol.2, p. 667.
11. ↑  Topsøe-Jensen 1935, Vol.1, p. 374.
12. ↑  Topsøe-Jensen 1935, Vol.1, p. 120.
13. ↑  Topsøe-Jensen 1935, Vol.2, p. 157.
14. ↑  Topsøe-Jensen 1935, Vol.1, p. 172.
15. ↑  Colledge, Warlow 2006, p. 135.
16. ↑  (EN) The London Gazette (PDF), n. 16920, 25 July 1814.